# 백년 동안의 고독

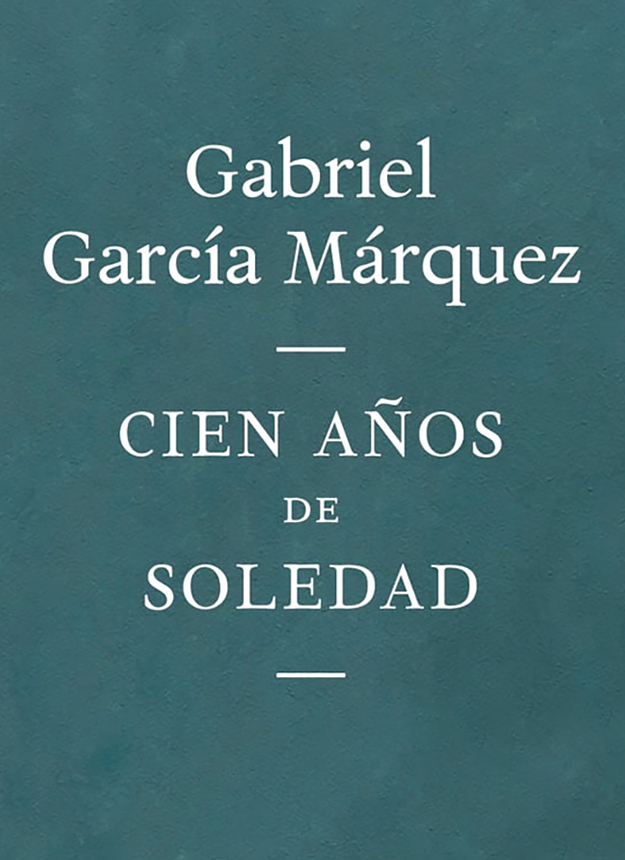

《백년 동안의 고독》 또는 《백년의 고독》(스페인어: Cien años de soledad, 영어: One Hundred Years of Solitude)은 가브리엘 가르시아 마르케스가 에스파냐어로 쓴 소설이다. 아르헨티나의 수다메리카 출판사에서 1967년에 처음 펴냈다. 라틴 아메리카 문학의 대표적인 소설이며, 이는 제3세계 문학의 시대를 열었다. 콜롬비아를 상징하는 마콘도라는 가상의 마을에서, 호세 아르카디오 부엔디아 집안이 겪는 일을 긴 호흡의 문체로 이어나간다.

## 줄거리
이 소설은 마콘도 마을에 거주하는 부엔디아 가문의 7대에 걸친 이야기를 다루고 있다. 호세 아르카디오 부엔디아와 우르술라 이과란은 고향을 떠나 마콘도를 건설하고, 이곳에서 가문의 여러 세대가 겪는 기이하고 불행한 사건들이 펼쳐진다. 마콘도는 외부 세계와 단절된 채 고립된 마을로, 집시 무리의 방문만이 간헐적으로 일어난다. 호세 아르카디오는 점차 미쳐가고, 그의 후손 아우렐리아노는 혁명에 참전하며 격동의 시대를 살아간다. 마을은 철도와 외국인 정착민들이 유입되며 번영하지만, 1928년 바나나 학살 사건을 계기로 비극적인 전환을 맞이한다. 소설이 끝날 무렵, 마콘도는 쇠퇴하고 거의 버려진 상태로 전락하며, 부엔디아 가문도 마지막 후손인 아우렐리아노와 그의 가족만 남게 된다. 결국, 아우렐리아노가 가문의 역사를 담은 암호를 해독하며 마콘도의 운명과 가문의 종말이 암시된다.

## 같이 보기
- 마술적 사실주의

## 번역서
- <백년의 고독> 1, 2, 조구호 옮김, 민음사 (2000년) ISBN 89-374-6034-3
- <백년 동안의 고독>, 안정효 옮김, 문학사상사 (1977년)

## 참고 사항
- 부엔디아 집안의 가계도[깨진 링크(과거 내용 찾기)]